# NGC 7094
NGC 7094 (другое обозначение — PK 66-28.1) — планетарная туманность в созвездии Пегас.
Этот объект входит в число перечисленных в оригинальной редакции «Нового общего каталога».